# Reatores Nucleares de Quarta Geração
Reatores de Quarta geração (Gen IV) são um conjunto de projetos de reatores nucleares teóricos que estão atualmente sendo pesquisados. Em geral, não se espera que estes projetos tenham aplicação comercial antes de 2030. Os reatores em operação atualmente no mundo, são geralmente considerados sistemas de segunda ou terceira geração. As pesquisas deste tipo de reator começaram oficialmente no Fórum Internacional da Quarta Geração (Generation IV International Forum (GIF)) que propôs oito objetivos tecnológicos. Os objetivos primários são: melhorar a segurança nuclear, melhorar a resistência à proliferação, minimizar a produção de lixo nuclear, a utilização de recursos naturais e diminuir o custo da construção e operação das centrais nucleares.

## Países Participantes
- União Europeia Status of the Generation IV Initiative on Future Nuclear Energy Systems (sítio em inglês)